# Werner Hubrich (Politiker, 1934)
Werner Hubrich (* 20. Oktober 1934 in Nimptsch, Provinz Niederschlesien; † 5. September 2019 in Hohburg) war ein deutscher Politiker (DDR-CDU, ab 1990 CDU). Er war 1990 bis 1994 Landrat des Landkreises Wurzen und von 1994 bis 2004 Abgeordneter im Sächsischen Landtag.

## Leben
Hubrich besuchte die Grundschule Wurzen und absolvierte im Anschluss eine Lehre, die er 1952 beendete. Danach studierte er sich bis 1954 zum Berufsschullehrer. Die erste Lehrerprüfung erfolgte 1955, die zweite ein Jahr darauf. Danach war er bis 1968 als Berufsschullehrer in Wurzen tätig. Im Jahr 1962 hatte er während dessen ein Fernstudium an der Ingenieurschule R. Diesel in Meißen und 1972 an der Technischen Universität Dresden beendet. Von 1968 bis 1990 war er als Fachschullehrer an der Ingenieurschule Dahlen/Döbeln tätig.
Hubrich wurde 1952 Mitglied der DDR-Blockpartei CDU. Von 1956 bis 1957 war er Ortsgruppenvorsitzender und von 1980 bis 1990 Mitglied des Kreisverbandsvorstandes der CDU Wurzen. Von 1990 bis 1992 war er Vorsitzender des Kreisverbandes Wurzen in der nunmehr vereinigten CDU. Von 1990 bis 1994 war Hubrich Landrat des Landkreises Wurzen. Bei der Landtagswahl 1994 zog er durch ein Direktmandat im Wahlkreis Leipzig Land 4 in den Sächsischen Landtag ein, dem er durch ein Listenmandat auch noch in der dritten Wahlperiode bis 2004 angehörte. Er war stellvertretender Vorsitzender des Europaausschusses.
Von 1995 bis 2001 war Hubrich Landesvorsitzender des Bundes der Vertriebenen Sachsen/Schlesische Lausitz e. V. Am Ende seiner Amtszeit musste der Landesverband Insolvenz anmelden. Von 1996 bis 2002 war er Vorsitzender des Landesverbandes Sachsen der Ost- und Mitteldeutschen Vereinigung (OMV) in der CDU sowie seit 1999 stellvertretender Bundesvorsitzender der OMV.